# Anastasios II
Anastasios II, död 718, var bysantinsk kejsare 713–715.